# وارالاگاما
وارالاگاما (به لاتین: Waralaggama) یک منطقهٔ مسکونی در سری‌لانکا است که در استان مرکزی (سری‌لانکا) واقع شده‌است.